# Taylor Hawkins
Oliver Taylor Hawkins (Fort Worth, Texas, Estados Unidos, 17 de febrero de 1972-Bogotá, Colombia, 25 de marzo de 2022) fue un músico estadounidense, conocido por haber sido el baterista de la banda de rock Foo Fighters. Antes de unirse a la banda en 1997, fue el baterista de gira de Sass Jordan y Alanis Morissette, así como el baterista de la banda experimental progresiva Sylvia. En 2004, Hawkins formó su propio proyecto paralelo, Taylor Hawkins and the Coattail Riders, en el que tocaba la batería y cantaba. Fue elegido "Mejor baterista de rock" en 2005 por la revista de percusión Rhythm del Reino Unido.

## Biografía
Nació en Fort Worth, Texas el 17 de febrero de 1972. Su familia se mudó a Laguna Beach, California, en 1976. Tenía dos hermanos, Jason y Heather.
Asistió al Thurston Jr. High School y más tarde fue al Laguna Beach High School.
Se inició en los estudios musicales cuando tan sólo era un niño. Taylor inició y acabó su carrera de conservatorio, en percusión clásica. Así mismo, era capaz de tocar otros instrumentos como la guitarra y el piano, lo que le dotaba de una gran musicalidad. Desde que comenzó a tocar la batería siempre citaba como sus principales influencias a Stewart Copeland de The Police, y Roger Taylor de Queen. Sus grupos favoritos eran los ya citados The Police y Queen, Jane's Adiction, Led Zeppelin, Guns N' Roses y Pink Floyd.
Comenzó desde muy joven en bandas de su ciudad, pero la primera de la que se tienen referencias discográficas importantes es de una llamada Sylvia, en la que componía y tocaba la batería junto a unos amigos. Pronto le llegarían ofertas al destacar por su calidad y técnica, con lo que abandonó esta banda para formar parte de la Sass Jordan touring band, lo que elevó su reputación hasta acabar tocando con Alanis Morissette con la banda Sexual Chocolate. Acompañó a la cantante en su gira del disco Jagged Little Pill.
En 1997 se unió a la banda Foo Fighters. A mediados de la década del 2000 formó su propio grupo llamado Taylor Hawkins and the Coattail Riders en el que cantaba y tocaba la batería.
En 2005 fue votado como el Mejor Baterista de Rock por la revista británica de baterías Rhythm.[cita requerida]

## Foo Fighters
Después de estar de gira durante la primavera de 1996, el grupo entró al estudio en Seattle con el productor Gil Norton para grabar su segundo álbum. Surgió un conflicto entre Dave Grohl y el entonces batería William Goldsmith, que terminó por causar la salida de este último. Después la banda se reagrupó en Los Ángeles y regrabaron prácticamente todo el álbum con Grohl en la batería. Este disco, The Colour and the Shape, fue lanzado el 20 de marzo de 1997. En busca de un nuevo batería, Grohl contactó a Taylor Hawkins (que hacía estas labores en vivo para Alanis Morissette) para preguntarle si podía recomendarle a alguien. Grohl se sorprendió de que el mismo Hawkins se ofreciera como voluntario, y fue así que hizo su debut con los Foo justo a tiempo para el lanzamiento del disco. Permaneció como el batería del grupo desde ese entonces hasta su muerte.
Además de tocar la batería con Foo Fighters, coescribió y cantó en el álbum doble In Your Honor. Ocasionalmente ayudó con los coros de las canciones en las presentaciones en vivo y de vez en cuando intercambió lugares con Dave para cantar mientras aquel retomaba la batería.
Hawkins cantó las canciones "Cold Day in the Sun" (del lado acústico de In Your Honor), "Have a Cigar" (Lado-B de "Learn to Fly") y "Life of Illusion" (Lado-B de "Times Like These"). Además, hizo coro en los temas: Erase/Replace, Cheer Up, Boys (Your Make Up Is Running) y But, Honestly (del álbum Echoes, Silence, Patience & Grace). En vivo la cantidad de canciones en las que realizaba coros era mayor. También fue la voz principal en "Sunday Rain" del disco Concrete and Gold, canción cuyo reemplazo en la batería fue Paul McCartney.

## The Coattail Riders
Para ocuparse durante su tiempo libre antes de la grabación del One by One, Taylor grabó por su cuenta algunas canciones en el estudio de un amigo. El resultado sería dado a conocer años más tarde como Taylor Hawkins and the Coattail Riders, un grupo que formó junto con Chris Channey y Gannim. Editaron su álbum debut homónimo a principios de 2006.
En el 2010 lanzaron su segundo trabajo "Red Light Fever", álbum grabado en el Studio 606. Fue una producción donde Taylor reflejó sus influencias musicales, además de que participaron en su grabación Roger Taylor y Brian May de Queen, y su amigo y compañero de banda Dave Grohl.

## Otros proyectos
En 2007 grabó la batería en el disco Volume II: The World Of No Tomorrow de la banda Coheed and Cambria.
En 2010 participó del disco solista de Slash realizando los coros en la canción "Crucify The Dead", cuya voz principal fue Ozzy Osbourne.
Durante sus vacaciones de Foo Fighters formó una banda llamada Chevy Metal, la cual tocaba covers de bandas de rock de los años 1970 y 1980 principalmente como ZZ Top, Aerosmith, Deep Purple, Van Halen, Queen y Black Sabbath. En este proyecto tuvo participaciones de sus compañeros de banda Chris Shiflett y Dave Grohl.
En 2011 tocó la batería para canciones de Vasco Rossi. En junio de 2012 se confirmó su audición para la película CBGB donde realizó el papel de Iggy Pop.

## Fallecimiento
El 25 de marzo de 2022 Hawkins murió a los 50 años en una habitación del hotel Casa Medina en Bogotá, la capital de Colombia. Según un comunicado de las autoridades sanitarias locales, se hizo una llamada a los servicios de emergencia porque Hawkins sufría de un dolor en el pecho. Al llegar la atención médica, fue encontrado sin vida. La banda estaba de gira por Sudamérica en el momento del hecho y estaba programado que actuaran en el Festival Estéreo Picnic en Bogotá esa misma noche.
Según los resultados de la autopsia publicados el 26 de marzo, Hawkins tenía en su organismo opioides, benzodiazepinas, antidepresivos tricíclicos y THC, entre otros.

## Discografía

### Foo Fighters
- There Is Nothing Left to Lose – (1999)
- One by One – (2002)
- In Your Honor – (2005)
- Echoes, Silence, Patience & Grace – (2007)
- Wasting Light – (2011)
- Sonic Highways – (2014)
- Saint Cecilia – (2015)
- Concrete and Gold – (2017)
- Medicine at Midnight – (2021)

### Taylor Hawkins and the Coattail Riders
- Taylor Hawkins and the Coattail Riders - (2006)
- Red Light Fever - (2010)
- Get the Money - (2019)[23]

### The Birds of Satan
- The Birds of Satan – (2014)

### Coheed and Cambria
- Good Apollo, I'm Burning Star IV, Volume Two: No World For Tomorrow – (2007)

### Solo
- Kota (EP) - (2016)[24]

### NHC (Dave Navarro, Chris Chaney, Taylor Hawkins)
- Intakes & Outtakes EP – (2022)
- Navarro - Hawkins - Chaney EP – (2021)
- Devil That You Know / Lazy Eyes EP – (2021)

## Equipo
Taylor ha utilizado los siguientes sets de batería durante su carrera musical:
- Kit del tour con los Foo Fighters a fines de los 90's:
  - Tambores Ludwig y platillos Zildjian:
  - Tambores Ludwig - Custom Chrome
  - Tom de 12x8"
  - Tom de piso 18x16
  - Tom de piso 20x16"
  - Remo Roto-Tom de 16"
  - Remo Roto-Tom de 18"
  - Bombo de 24x16"
  - Caja de acero inoxidable de los 70's de 14x6.5"
  - Hi Hat A Series de 15" New Beat
  - Medium Crash Z Custom de 18"
  - Rock Crash A Custom de 19"
  - Crash/Ride A Series de 20"
  - Medium Ride A Series de 24"
  - China A Series de 22" Boy Low o Rock Crash Z Custom de 22"
- Otros kits:
  - Tambores Tama y platillos Zildjian:
  - Tambores Starclassic Performer Tama- Custom Chrome negros o blancos con rayas rojas
  - Tom de 13x9"
  - Tom de piso de 18x16"
  - Bombo Gong de 20x14"
  - Roto-Tom Remo de 14"
  - Roto-Tom Remo de 16"
  - Bombo de 24x18"
  - Caja de 14x6.5"
  - Hi Hat A Series de 15" New Beat
  - Medium Thin Crash A Series de 20"
  - Dark Ride K Series de 20"
  - Sweet Ride A Series de 21"
  - China Trash oriental de 20"
  - Red Jam Block de bajo pitch LP

## Filmografía
| Año  | Película   | Rol      | Notas                                   |
| ---- | ---------- | -------- | --------------------------------------- |
| 2013 | CBGB       | Iggy Pop | Primera actuación en Cine               |
| 2022 | Studio 666 | Él mismo | Junto a los integrantes de Foo Fighters |